# Belianes
Belianes est une commune d'Espagne dans la communauté autonome de Catalogne, province de Lérida, de la comarque d'Urgell